# Anaxagorea rheophytica
Anaxagorea rheophytica là loài thực vật có hoa thuộc họ Na. Loài này được Maas & Westra mô tả khoa học đầu tiên năm 1986.